# Deolinda Kinzimba
Deolinda Kinzimba est une chanteuse angolaise.

## Biographie

### Enfance et formation
Elle est née à Luanda.
En 2016, elle étudie le droit à la ville de Porto.

### Carrière
Au Portugal, elle remporte la troisième édition de The Voice Portugal en 2015,.
En 2017, elle participe au Festival da Canção. Elle représente la même année le Portugal à l'Eurovision.

## Discographie
- 2017: Deolinda Kinzimba[3]

## Filmographie
- 2016 : Dentro : Raquel
- 2016-2017 : Sociedade Recreativa : elle-même